# Azja (okeanida)
Azja (także Asja; gr. Ἀσία Asía, łac. Asia) – w mitologii greckiej jedna z okeanid.
Uchodziła za córkę tytana Okeanosa i tytanidy Tetydy. Z tytanem Japetem, który był jej mężem (według niektórych źródeł był mężem Klimene, drugiej córki Okeanosa), miała czterech synów: Atlasa, Epimeteusza, Menojtiosa i Prometeusza (według niektórych źródeł matką ich była Klimene).